# Парламентские выборы в Великобритании (1966)
Парламентские выборы в Великобритании 1966 года состоялись 31 марта. Выборы были проведены досрочно, поскольку правящие лейбористы не могли проводить обещанную на выборах политику из-за большинства с минимальным перевесом. На выборах вновь победили лейбористы во главе с Гарольдом Вильсоном, увеличив свой отрыв от консерваторов, возглавляемых Эдвардом Хитом, с критических для партии 13 мест до стабильного большинства в 91 место.
Кроме трёх традиционно представленных в парламенте партий (консерваторы, лейбористы и либералы), в Палату общин прошёл один представитель от небольшой североирландской Республиканской лейбористской партии.

## Результаты выборов
| Партия                     | Лидер           | Голосов    | %    | Мест | Δ мест |
| -------------------------- | --------------- | ---------- | ---- | ---- | ------ |
| Лейбористы                 | Гарольд Вильсон | 13 096 629 | 48,0 | 364  | ▲ 48   |
| Консерваторы               | Эдвард Хит      | 11 418 455 | 41,9 | 253  | ▼ 52   |
| Либералы                   | Джо Гримонд     | 2 327 457  | 8,5  | 12   | ▲ 3    |
| ШНП                        |                 | 128 474    | 0,5  | 0    | 0      |
| Независимые республиканцы  |                 | 62 782     | 0,2  | 0    | 0      |
| Коммунисты                 |                 | 62 092     | 0,2  | 0    | 0      |
| Партия Уэльса              |                 | 61 071     | 0,2  | 0    | 0      |
| Республиканские лейбористы |                 | 26 292     | 0,1  | 1    | ▲ 1    |